# Gianni Munari
Gianni Munari (* 24. Juni 1983 in Sassuolo, Italien) ist ein ehemaliger italienischer Fußballspieler.

## Karriere
Munari erlernte das Fußballspielen in der Jugend der US Sassuolo Calcio, wo er 2001 in den Profibereich übernommen wurde. Bis 2003 absolvierte er für Sassuolo 49 Spiele und erzielte zwei Tore. Danach blieb Munari nie länger als ein Jahr, so spielte er von 2003 bis 2007 bei vier Vereinen, unter anderem für Hellas Verona und die US Palermo, bei der er jedoch nicht zum Einsatz kam und deshalb 2007 zur US Lecce wechselte. Dort blieb er für vier Jahre und stieg zweimal in die Serie A auf. Insgesamt lief Munari 143 mal in Ligapartien für Lecce auf und erzielte 17 Treffer. In der Saison 2011/12 spielte er für die AC Florenz und in der darauffolgenden für Sampdoria Genua. Von 2013 bis 2015 stand er beim FC Parma unter Vertrag.
Im Sommer 2015 schloss er sich Cagliari Calcio an. Mit Cagliari wurde Munari Meister der Serie B und stieg in die Serie A auf. Im Januar 2017 wechselte er zu Parma Calcio (ehemals FC Parma) in die Lega Pro. Zwei Jahre später, im Januar 2019, wurde er an Hellas Verona verliehen, kehrte aber schon im Juni 2019 zu Parma Calcio zurück, wo er im November 2019 seine Karriere beendete.

## Erfolge
- Aufstieg in die Serie A: 2007/08, 2009/10 mit US Lecce; 2015/16 mit Cagliari Calcio
- Italienischer Zweitligameister: 2009/10 mit US Lecce; 2015/16 mit Cagliari Calcio